# Alice Baber
Alice Baber (* 22. August 1928 in  Charleston, Illinois; † 2. Oktober 1982 in New York) war eine US-amerikanische Malerin. Alice Babers Arbeiten werden dem abstrakten Expressionismus zugerechnet.
Alice Baber interessierte sich schon früh für die Malerei, vor allem für die Darstellung des Lichtes sowie das Erforschen von Farbwirkungen. Mit Eintritt in das Lindenwood College 1946 entschloss sie sich für ein Kunststudium, das sie 1951 auch an die École des Beaux-Arts in Fontainebleau brachte.
Zwischen 1959 und 1962 war sie in Paris ansässig, mit mehreren ausgedehnten Reisen durch Europa, anschließend Übersiedlung nach Osaka, kehrte Alice Baber Anfang der 1970er Jahre in die USA zurück, wobei sie jedoch immer wieder Reisen, vor allem nach Europa, unternahm.
Ihr Hauptwerk ist von abstrakten, ovalen Farbflächen dominiert, die aufgrund ihrer Zartheit und Transparenz schwerelos durch den Raum zu schweben scheinen und gleichzeitig die Wirkung einer dynamischen Bewegung erzeugen. Laut ihrer Schöpferin stellen die Farbflächen das Ergebnis einer Metamorphose ihrer früheren figurativen Darstellungen (Stillleben, Paradiesgärten etc.) in abstrakte „Lichtflächen“ dar.
Alice Baber war mit dem US-amerikanischen Maler Paul Jenkins verheiratet.

## Werk
- Burning Boundary, 1963, National Museum of Women in the Arts Washington D.C.[1]
- Journeying Blue, 1966, Los Angeles County Museum of Art[2]
- Tree of Life, 1970, Museum Ludwig, Köln
- Lavender Ladder to the sun, 1976, San Francisco Museum of Modern Art[3]
- The Path of the Grey Falcon of the Dawn, 1979, Metropolitan Museum of Art, New York[4]

Weitere Werke befinden sich u. a. im:
- National Museum, Jerusalem
- National Gallery of Modern Art, New Delhi
- Museum of Modern Art, New York[5]
- Gutai Pinacotheca, Osaka[6]
- National Museum of Women in the Arts, Washington D.C.[7]